# Cuno Tarfusser

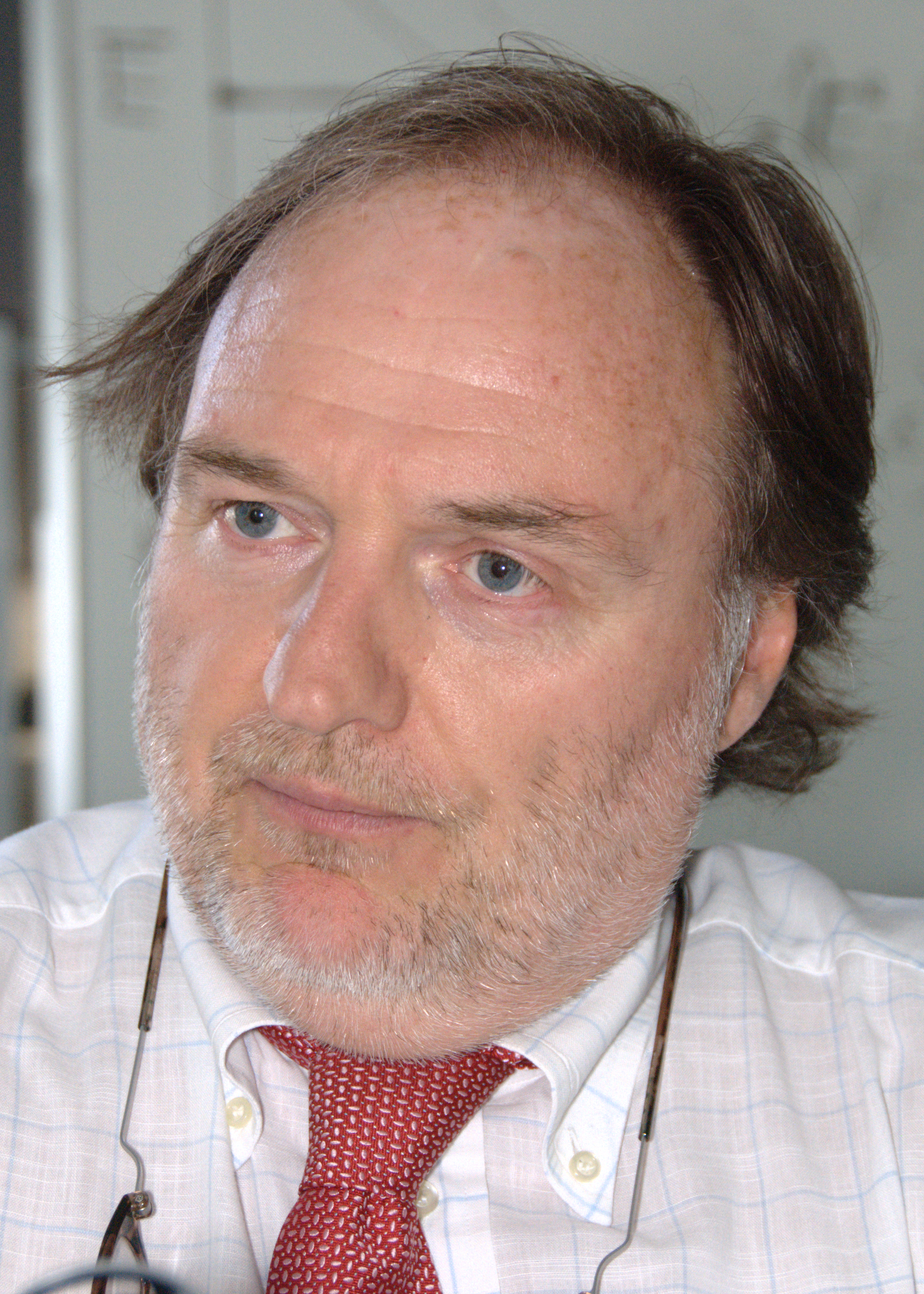
Cuno Tarfusser (2011)

Cuno Jakob Tarfusser (* 11. August 1954 in Meran) ist ein italienischer Jurist und ehemaliger Richter am Internationalen Strafgerichtshof in Den Haag.

## Leben und Wirken
Tarfusser stammt aus Südtirol und besuchte dort von 1969 bis 1974 ein deutschsprachiges Lyzeum in Bozen. Anschließend studierte er zunächst von 1974 bis 1975 Rechtswissenschaften an der Universität Innsbruck, wechselte dann aber an die Universität Padua, wo er 1979 sein Studium abschloss. 
Ab 1980 arbeitete Tarfusser als Anwalt in einer Kanzlei in Padua, bevor er 1985 zum stellvertretenden Staatsanwalt in der Staatsanwaltschaft Bozen ernannt wurde. 2001 wurde er zum leitenden Staatsanwalt befördert und veranlasste in dieser Funktion eine Neustrukturierung der Bozner Staatsanwaltschaft. 
Daneben war Tarfusser als Dozent für Strafprozessrecht an verschiedenen Universitäten und Akademien tätig, so unter anderem an der Polizeiakademie Bozen, der Universität Innsbruck, der Universität Bari, der Universität Verona und der Universität Bologna. 
Bei der Konferenz der Vertragsstaaten des Rom-Statuts im Januar 2009 wurde er mit 74 Stimmen für eine Amtszeit von neun Jahren zum Richter am Internationalen Strafgerichtshof gewählt. Am 11. März 2009 erfolgte seine Vereidigung, am 10. März 2012 seine Wahl zum Vizepräsidenten des internationalen Strafgerichtshofs. 2019 kehrte er nach Italien zurück, um bei der Staatsanwaltschaft in Mailand zu arbeiten.
Er ist seit 2016 Präsident der Akademie deutsch-italienischer Studien in Meran.

## Publikationen (Auswahl)
- OK-Bekämpfung in Italien. In: Christoph Mayerhofer (Hrsg.): Organisierte Kriminalität. Kriminalistik-Verl., Heidelberg 1996, ISBN 3-7832-0596-4, S. 69 ff.
- Die gegenwärtige italienische Rechtslage in der Bekämpfung der organisierten Kriminalität mit Bezug auf persönliche Ermittlungserfahrungen. In: Christoph Mayerhofer (Hrsg.): Organisierte Kriminalität. Kriminalistik-Verl., Heidelberg 1996, ISBN 3-7832-0596-4, S. 259 ff.